# Nothopleurus lobigenis
Nothopleurus lobigenis är en skalbaggsart som beskrevs av Bates 1884. Nothopleurus lobigenis ingår i släktet Nothopleurus och familjen långhorningar. Inga underarter finns listade i Catalogue of Life.